# Tulunan
Tulunan is een gemeente in de Filipijnse provincie Cotabato op het eiland Mindanao. Bij de laatste census in 2007 had de gemeente ruim 47 duizend inwoners.

## Geografie

### Bestuurlijke indeling
Tulunan is onderverdeeld in de volgende 34 barangays:
| - Bacong - Bagumbayan - Banayal - Batang - Bituan - Bual - Bunawan - Daig - Damawato - Dungos - F. Cajelo - Galidan - Genoveva Baynosa - Kanibong - La Esperanza | - Lampagang - Magbok - Maybula - Minapan - Nabundasan - New Caridad - New Culasi - New Panay - Paraiso - Poblacion - Popoyon - Sibsib - Tambac - Tuburan |

## Demografie
Tulunan had bij de census van 2007 een inwoneraantal van 47.159 mensen. Dit zijn 5.403 mensen (12,9%) meer dan bij de vorige census van 2000. De gemiddelde jaarlijkse groei komt daarmee uit op 1,69%, hetgeen lager is dan het landelijk jaarlijks gemiddelde over deze periode (2,04%). Vergeleken met de census van 1995 is het aantal mensen met 12.575 (36,4%) toegenomen.

De bevolkingsdichtheid van Tulunan was ten tijde van de laatste census, met 47.159 inwoners op 343,08 km², 100,8 mensen per km².